# Signy-l'Abbaye
Signy-l'Abbaye är en kommun i departementet Ardennes i regionen Grand Est (tidigare regionen Champagne-Ardenne) i nordöstra Frankrike. Kommunen ligger  i kantonen Signy-l'Abbaye som ligger i arrondissementet Charleville-Mézières. År 2022 hade Signy-l'Abbaye 1 346 invånare.

## Befolkningsutveckling
Antalet invånare i kommunen Signy-l'Abbaye
Referens: INSEE